# Wereldkampioenschappen judo 2010
De wereldkampioenschappen judo 2010, de 27e editie van de wereldkampioenschappen judo, werden gehouden in het Yoyogi Nationaal Stadion in Tokio, Japan van 9 tot en met 13 september. Er stonden 16 onderdelen op het programma, 8 voor mannen en 8 voor vrouwen.
De wereldkampioenschappen keerden na Osaka (2003) weer terug naar de bakermat van de judosport, Japan. In Tokio kwamen ongeveer 800 judoka’s uit circa 100 landen in actie. Mede doordat elk land twee judoka’s per gewichtsklasse mocht inschrijven, kende dit toernooi zo’n 250 judoka’s meer dan de vorige editie in Rotterdam. Ook was de open klasse toegevoegd aan het programma. Het toernooi was onderdeel van de kwalificatiecyclus voor de Olympische Spelen 2012 in Londen.

## Programma
Elke wedstrijddag begint om 10:00 lokale tijd, de wedstrijden om de medailles om 17:00.
| Donderdag 09/09/2010                                                                                            | Vrijdag 10/09/2010                                                             | Zaterdag 11/09/2010                                                             | Zondag 12/09/2010                                                                                         | Maandag 13/09/2010                         |
| --- | ------------------------------------------------------------------------------ | ------------------------------------------------------------------------------- | --- | ------------------------------------------ |
| Vrouwen - klasse tot 78 kg Vrouwen - klasse boven 78 kg Mannen - klasse tot 100 kg Mannen - klasse boven 100 kg | Vrouwen - klasse tot 70 kg Mannen - klasse tot 81 kg Mannen - klasse tot 90 kg | Vrouwen - klasse tot 57 kg Vrouwen - klasse tot 63 kg Mannen - klasse tot 73 kg | Vrouwen - klasse tot 48 kg Vrouwen - klasse tot 52 kg Mannen - klasse tot 60 kg Mannen - klasse tot 66 kg | Vrouwen - Open klasse Mannen - Open klasse |

## Medaillewinnaars

### Mannen
| Onderdeel           | Goud             | Goud | Zilver            | Zilver | Brons                                   | Brons   |
| ------------------- | ---------------- | ---- | ----------------- | ------ | --------------------------------------- | ------- |
| Klasse tot 60 kg    | Rishod Sobirov   | UZB  | Georgii Zantaraia | UKR    | Arsen Galstjan Hiroaki Hiraoka          | RUS JPN |
| Klasse tot 66 kg    | Junpei Morishita | JPN  | Leandro Cunha     | BRA    | Khashbaataryn Tsagaanbaatar Loic Korval | MGL FRA |
| Klasse tot 73 kg    | Hiroyuki Akimoto | JPN  | Dex Elmont        | NED    | Yasuhiro Awano Wang Ki-Chun             | JPN KOR |
| Klasse tot 81 kg    | Kim Jae-Bum      | KOR  | Leandro Guilheiro | BRA    | Masahiro Takamatsu Euan Burton          | JPN GBR |
| Klasse tot 90 kg    | Ilias Iliadis    | GRE  | Daiki Nishiyama   | JPN    | Elkhan Mammadov Kirill Denisov          | AZE RUS |
| Klasse tot 100 kg   | Takamasa Anai    | JPN  | Henk Grol         | NED    | Oreydi Despaigne Thierry Fabre          | CUB FRA |
| Klasse boven 100 kg | Teddy Riner      | FRA  | Andreas Tölzer    | GER    | Mathieu Bataille Islam El Shehaby       | FRA EGY |
| Open klasse         | Daiki Kamikawa   | JPN  | Teddy Riner       | FRA    | Keiji Suzuki Hiroki Tachiyama           | JPN     |

### Vrouwen
| Onderdeel          | Goud            | Goud | Zilver          | Zilver | Brons                                   | Brons   |
| ------------------ | --------------- | ---- | --------------- | ------ | --------------------------------------- | ------- |
| Klasse tot 48 kg   | Haruna Asami    | JPN  | Tomoko Fukumi   | JPN    | Alina Dumitru Sarah Menezes             | ROU BRA |
| Klasse tot 52 kg   | Yuka Nishida    | JPN  | Misato Nakamura | JPN    | Natalia Kuzyutina Mönkhbaataryn Bundmaa | RUS MGL |
| Klasse tot 57 kg   | Kaori Matsumoto | JPN  | Telma Monteiro  | POR    | Ioulietta Boukouvala Sabrina Filzmoser  | GRE AUT |
| Klasse tot 63 kg   | Yoshie Ueno     | JPN  | Miki Tanaka     | JPN    | Ramila Yusubova Yaritza Abel            | AZE CUB |
| Klasse tot 70 kg   | Lucie Décosse   | FRA  | Anett Meszaros  | HUN    | Yoriko Kunihara Raša Sraka              | JPN SLO |
| Klasse tot 78 kg   | Kayla Harrison  | USA  | Mayra Aguiar    | BRA    | Akari Ogata Yang Xiuli                  | JPN CHN |
| Klasse boven 78 kg | Mika Sugimoto   | JPN  | Qin Qian        | CHN    | Idalys Ortíz Maki Tsukada               | CUB JPN |
| Open klasse        | Mika Sugimoto   | JPN  | Qin Qian        | CHN    | Tea Donguzashvili Megumi Tachimoto      | RUS JPN |

## Medaillespiegel
| Plaats | Land                | Goud | Zilver | Brons | Totaal |
| 1      | Japan               | 10   | 4      | 9     | 23     |
| 2      | Frankrijk           | 2    | 1      | 3     | 6      |
| 3      | Griekenland         | 1    | 0      | 1     | 2      |
| 3      | Zuid-Korea          | 1    | 0      | 1     | 2      |
| 5      | Verenigde Staten    | 1    | 0      | 0     | 1      |
| 5      | Oezbekistan         | 1    | 0      | 0     | 1      |
| 7      | Brazilië            | 0    | 3      | 1     | 4      |
| 8      | China               | 0    | 2      | 1     | 3      |
| 9      | Nederland           | 0    | 2      | 0     | 2      |
| 10     | Duitsland           | 0    | 1      | 0     | 1      |
| 10     | Hongarije           | 0    | 1      | 0     | 1      |
| 10     | Portugal            | 0    | 1      | 0     | 1      |
| 10     | Oekraïne            | 0    | 1      | 0     | 1      |
| 14     | Rusland             | 0    | 0      | 4     | 4      |
| 15     | Cuba                | 0    | 0      | 3     | 3      |
| 16     | Azerbeidzjan        | 0    | 0      | 2     | 2      |
| 16     | Mongolië            | 0    | 0      | 2     | 2      |
| 18     | Oostenrijk          | 0    | 0      | 1     | 1      |
| 18     | Egypte              | 0    | 0      | 1     | 1      |
| 18     | Roemenië            | 0    | 0      | 1     | 1      |
| 18     | Slovenië            | 0    | 0      | 1     | 1      |
| 18     | Verenigd Koninkrijk | 0    | 0      | 1     | 1      |
| Totaal | Totaal              | 16   | 16     | 32    | 64     |